# Giovane Scuola
La Giovane Scuola (« Jeune École ») est le nom donné à un groupe de compositeurs et interprètes italiens (compositeurs d’opéra essentiellement) qui s’est constitué en 1890 en Italie,.
Les représentants les plus importants sont Giacomo Puccini, Pietro Mascagni, Ruggero Leoncavallo, Umberto Giordano, Francesco Cilea, Alfredo Catalani et Alberto Franchetti. Don Lorenzo Perosi en fait partie même s'il a écrit essentiellement de la  musique religieuse. Son catalogue contient plusieurs suites pour orchestre baptisées du nom des grandes Villes italiennes,des concertos, pour clarinette et violon notamment.
L’appellation Giovane Scuola a été donnée tout d’abord par la presse et, très rapidement, le nom est passé dans le langage courant. Le mouvement entend marquer une rupture par rapport à la tradition de l’opéra du XIXe siècle, principalement par rapport au modèle de la musique de Verdi jusqu’alors dominant.
L’historiographie musicale considère, aujourd’hui, que la Giovane Scuola ne doit pas être confondue avec le vérisme, car seules quelques œuvres des compositeurs appartenant à ce groupe illustrent ce mouvement esthétique.